# Otto Lange (Klavierbauer)
Paul Otto Richard Lange (* 15. April 1856 in Berlin; † 5. Mai 1929 ebenda) war ein deutscher Kaufmann und Klavierfabrikant.

## Familie
Langes Eltern waren Johann Wilhelm Julius Lange, Kaufmann in Berlin, und Friederike Caroline Amalie, geb. Weber. Er heiratete am 10. Oktober 1883 in Ratibor Martha Amalie Ernestine Helene, geb. Schmidt.

## Beruf
Lange betätigte sich spätestens ab dem Jahr 1886 in Berlin als Exporteur von Goldleisten. In den Folgejahren erweiterte er sein Tätigkeitsfeld auf Kommissions- und Exportgeschäfte mit Goldleisten und Möbeln, später auch mit Pianinos. Zu seinen Geschäftspartnern zählte die Firma „Aders & Blumberg“ in Berlin, Alte Jakobstr. 65. Das in Berlin gegründete Unternehmen, das seinen Firmensitz 1879 nach Guben verlegt, aber eine Zweigniederlassung in Berlin beibehalten hatte, produzierte Goldleisten, Bilderrahmen und seit 1883 Pianinos. Als sich die Inhaber des Unternehmens, Hugo und Paul Aders, von der Berliner Klavierproduktion trennen wollten, trat Otto Lange 1892 zunächst als Kompagnon des unter dem Namen „Lange & Co., Pianofabrik“ abgetrennten Unternehmensteils als Mitgesellschafter von Hugo und Paul Aders ein. Nach dem Austritt der Mitgesellschafter führte er das Unternehmen an der bisherigen Adresse unter der Firma „Otto Lange, Pianofabrik“ fort. Das Kommissions- und Exportgeschäft gab Lange in den Folgejahren auf.
Am 25. November 1902 wurde das Konkursverfahren über das Vermögen des Pianofabrikanten Lange in Berlin, Blumenstraße 65, eröffnet. Die Pianofabrik wurde liquidiert. Nach Verwertung der Vermögensgegenstände durch den Konkursverwalter kam bei der Schlussverteilung ein Bestand von 6988 Mark zur Verteilung auf Forderungen in Höhe von 93929 Mark. Das Verfahren wurde nach dem Schlusstermin vom 4. Juni 1904 aufgehoben.